# Fusconaia masoni
Fusconaia masoni és una espècie de mol·lusc bivalve pertanyent a la família Unionidae.

## Descripció
- Fa 60 mm de llargària.
- El color de la superfície exterior varia des del marró groguenc al marró verdós.
- El nacre pot ésser de color blau iridescent, blanc o salmó.[1]

## Reproducció
Té lloc entre finals del juny i principis del juliol.

## Hàbitat
Viu als rierols grans i mitjans d'aigües netes, ràpides i amb un substrat de grava o sorra.

## Distribució geogràfica
Es troba als Estats Units.

## Estat de conservació
Les seues principals amenaces són la contaminació de l'aigua, la degradació del seu hàbitat, els embassaments i la sedimentació.